# Мечеть Махмуда в Цюрихе

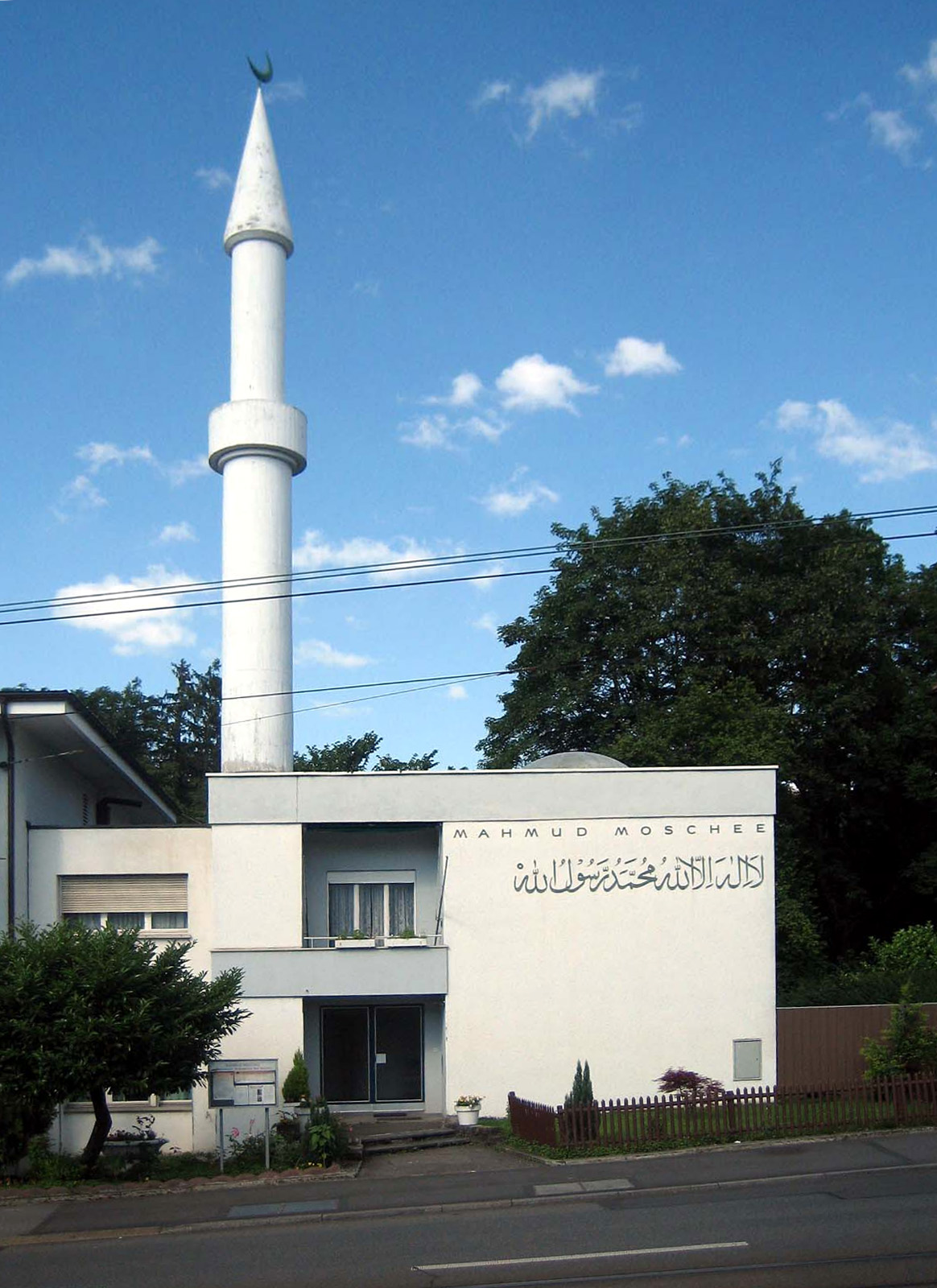
Мечеть Махмуда
Координаты:

Мечеть Махмуда (нем. Mahmud-Moschee) — швейцарская мечеть в Цюрихе, находящаяся в управлении Ахмадийского мусульманского общества. Строительство началось в 1962 году, на церемонии открытия мечети в 1963 году присутствовали мэр Цюриха Эмиль Ландольт и президент Генеральной Ассамблеи ООН Мухаммад Зафрулла Хан. По состоянию на 2008 год имамом мечети был Ахмед Садакат. Мечеть Махмуда в Цюрихе является первой мечетью в Швейцарии.
В 2007 году Швейцарская народная партия начала кампанию против строительства новых минаретов. Член парламента от партии Оскар Фрейзингер заявил: «Мы против мусульман ничего не имеем. Но минаретов мы не хотим. Минарет — это символ политизированного и агрессивного ислама, это символ исламского закона. Как только в Европе появятся минареты, это будет означать, что ислам нас завоевал». В поддержку проведения соответствующего референдума партия собрала 300 тысяч подписей. В свою очередь, имам Ахмед Садакат говорил, что минареты не мешают жителям, а Народная партия Швейцарии, по его мнению, эксплуатирует тему запрета в популистских целях.
Референдум состоялся 29 ноября 2009 года. Большинство проголосовавших высказалось против строительства новых минаретов. Вводимый запрет не распространяется на существование уже существующих минаретов, также не вводится запрет на строительство мечетей.